# Acalypha mollis
Acalypha mollis é uma espécie de flor do gênero Acalypha, pertencente à família Euphorbiaceae.